# Paulo Nogueira (político)
Paulo Nogueira (Santana),  é um político brasileiro, filiado ao PT. Nas eleições de 2022, foi eleito deputado estadual pelo AP.